# Ił-18
Ił-18 (ros. Ил-18; Oznaczenie NATO Coot) – 4-silnikowy, turbośmigłowy samolot pasażerski średniego zasięgu o liczbie miejsc (w zależności od odmiany) 100–120 (pierwsze serie poniżej 100). Pierwszy lot odbył się w 1957 roku. Eksploatowany był w towarzystwach lotniczych na świecie i pozostaje w eksploatacji (wg stanu w 2015).

## Historia

### Geneza
Pod koniec II wojny światowej, radziecki konstruktor Siergiej Iljuszyn rozpoczął prace nad nowymi samolotami pasażerskimi, które po zakończeniu wojny, miałyby wejść do eksploatacji w Cywilnej Flocie Powietrznej ZSRR. Wśród znajdujących się na deskach kreślarskich maszyn, znalazły się projekty samolotów Ił-12 i Ił-18. Ił-18 miał być dużym, czterosilnikowym samolotem, przeznaczonym do przewozu 60 pasażerów w wersji podstawowej, napędzanej czterema tłokowymi silnikami o mocy 2000 KM każdy. Hermetyzowana kabina pasażerska, o dużym jak na czasy powstania przekroju 3,5 metra, mogła pomieścić pięć foteli w rzędzie, a w wersji przeznaczonej do dalekodystansowych lotów, 28 miejsc do spania. Opracowano również wersję zmilitaryzowaną, zdolną do transportu 90 żołnierzy. W odróżnieniu od projektów pasażerskich maszyn konkurencyjnego dla Iljuszyna biura konstrukcyjnego Andrieja Tupolewa, Ił-18 nie posiadał przeszklonego dziobu. Problemem był wybór silników odpowiedniej mocy. Pierwotne plany zakładały użycie wysokoprężnych silników ACz-32. Jednak problemy z ich obsługą i zawodność, skłoniły konstruktorów do wyboru gwiazdowego ASz-72T. Jednostka osiągała moc rzędu 1900 KM na wysokości 9000 metrów, co zapewniłoby osiągnięcie wymaganych parametrów lotu. Jednak i ten silnik nie znalazł się na wyposażeniu samolotu, w 1949 roku zaprzestano jego produkcji, uruchamiając montaż mocniejszej jednostki oznaczonej jako ASz-73TK. W 1945 roku Iljuszyn przedstawił projekt Ił-18 do zatwierdzenia Głównemu Zarządowi Cywilnej Floty Powietrznej, który rok później, zatwierdził wymagania. Oczekiwano, iż nowy, czterosilnikowy samolot, będzie zdolny do przewozu 60 pasażerów na dystansie 3000 km z przelotową prędkością wynoszącą 490 km/h. Maksymalny zasięg maszyny miał wnosić 6000 km, pułap praktyczny 10 000 m. Nowa konstrukcja miała realizować połączenia pomiędzy europejską częścią Związku Radzieckiego a Syberią. Azją Środkową i Dalekim Wschodzie. W owym czasie dysponowano jednostkami ASz-73TK pozbawionymi turbosprężarek, ograniczało to maksymalny zasięg samolotu o 1000 km. 17 sierpnia 1946 roku, prototyp samolotu po raz pierwszy wzbił się w powietrze. Załogę maszyny stanowili bracia Kokkinaki. Dowódcą załogi był Władimir Kokkinaki, drugim pilotem Konstantin Kokkinaki a obowiązki mechanika pokładowego pełnił Piotr Kokkinaki. Podczas trwających do jesieni 1947 roku prób fabrycznych, samolot wykonał 47 lotów. Nie rozpoczęto prób państwowych z powodu braku docelowej jednostki napędowej wyposażonej w turbosprężarki. Również w 1947 roku Ił-18 został zmodernizowany do pełnienia roli transportowo-desantowej. Rok później, samolot wziął udział w próbach holowania ciężkiego szybowca desantowego Ił-32. Zakończenie prób szybowca i nie uruchomienie jego produkcji seryjnej, oznaczało również koniec projektu Ił-18 z napędem tłokowym.

### Projekt
Do projektu powrócono w połowie lat 50. XX w., powodem było pojawienie się nowych, turbośmigłowych jednostek napędowych, które mogłyby zapewnić maszynie uzyskanie odpowiednich osiągów, niedostępnych przy użyciu klasycznych silników tłokowych. W kwietniu 1956 roku przyjęto postanowienie Rady Ministrów ZSRR i rozporządzenie Ministerstwa Przemysłu Lotniczego o rozpoczęciu prac projektowych nad nową wersją Ił-18. Prace oficjalnie rozpoczęto 4 czerwca 1956 roku. Projekt przewidywał możliwość przewozu 70 pasażerów na odległość 3000 km z ładunkiem 4000 kg. Po niewielkich modyfikacjach samolot miał być zdolny do przewozu 100 żołnierzy lub w wersji ewakuacji medycznej, 70 pacjentów na noszach. Prace postępowały szybko, ich zakres obejmował: wydłużenie kadłuba samolotu o 3,6 m, instalację kesonowych zbiorników paliwa w płacie samolotu, wzmocnienie konstrukcji płatowca i podwozia. Po zmianach masa własna maszyny miała wzrosnąć o 4 tony. Do napędu samolotu wybrano turbośmigłowe jednostki NK-4. 24 czerwca 1957 roku rozpoczęto naziemne próby zakładowe gotowego prototypu. W trakcie wizytacji, jaką przeprowadziły w tym samym miesiącu w zakładzie władze ZSRR, pierwsza sekretarz Moskiewskiego Komitetu Miejskiego KPZR Jekatierina Furcewa zaproponowała aby prototyp otrzymał nazwę własną Moskwa. 4 lipca 1957 roku prototyp został oblatany. Załogę maszyny ponownie tworzyli bracia Kokkinaki, z Władimirem jako jej dowódcą. Próby zakładowe, w trakcie których wykonano 109 lotów trwały do 7 kwietnia 1958 roku. Do prób zakładowych dołączyła pierwsza maszyna seryjna oznaczona jako Ił-18A (numer 0101), wybudowana w Moskiewskich Zakładach Lotniczych Nr 30. Do swojego pierwszego lotu wzbiła się 26 października 1957 roku. Rok później, Ił-18A trafiły do 2. Lotniczej Dywizji Specjalnego Przeznaczenia. Zadaniem jednostki był transport wyższych członków dowództwa Sił Zbrojnych Związku Radzieckiego. Samolot rozpoczął loty próbne na rzecz jednostki 1 lutego 1958 roku. 5 maja 1958 roku, awaria śmigła drugiego silnika doprowadziła do katastrofy samolotu, w wyniku której zginęło siedmiu członków załogi i trzech pracowników moskiewskich zakładów lotniczych. Loty Iłów zostały wznowione w jednostce w maju 1959 roku. 10 maja 1958 roku, po zakończeniu prób zakładowych, rozpoczęły się próby państwowe samolotu, które trwały do 20 sierpnia tego samego roku. Rezultatem prób było wydanie świadectwa zdatności do lotów. Komisja kwalifikacyjna zwróciła jednak uwagę na niskie możliwości znajdującego się na pokładzie sprzętu nawigacyjnego. Jego wady utrudniały lub wręcz uniemożliwiały loty na trasach międzynarodowych i w trudnych warunkach pogodowych.

### Produkcja seryjna
Seryjne samoloty Ił-18A różniły się wykończeniem od prototypu. Dzięki re-aranżacji wnętrza i usunięciu przedniego bagażnika, wzrosła liczba foteli. Na pokład maszyny mogło wejść 89 pasażerów. Od początku, dawały znać o sobie, co podkreśliła w swoim raporcie państwowa komisja przyjmująca samolot po próbach państwowych, problemy z systemami nawigacyjnymi samolotu. Przeznaczony dla maszyny nowy radar RPSN-3 Emblema charakteryzował się dużą awaryjnością. Podobne usterki trapiły pokładowe urządzenia radiowe oraz systemy radionawigacyjne. Turbośmigłowe silniki generowały bardzo duży hałas. Poziom hałasu na pokładzie samolotu wahał się od 85 dB w kabinie załogi do 117 dB w pokładowej kuchni. Wybrane do napędu Ił-18 silniki również charakteryzowały się dużą awaryjnością. Producent gwarantował 200 godzin nalotu dla silników, praktyka pokazała jedynie 60. Przychodzące od producenta silniki miały dużą liczbę usterek fabrycznych. Było ich na tyle dużo, iż przekazanie nowych Ił-18 z silnikami NK-4 do użytkowania przez cywilnych operatorów zostało wstrzymane. Nie mogąc zapewnić odpowiedniej jakości jednostek napędowych, podjęto decyzję o ich wymianie na nowe silniki AI-20. Decyzja została sformalizowana uchwałą Rady Ministrów z 15 lipca 1958 roku i zarządzeniem Ministerstwa Przemysłu Lotniczego, wydanym pięć dni później. Nowy napęd otrzymał trzeci wyprodukowany seryjny Ił-18A. Do swojego pierwszego lotu z silnikami AI-20 wzbił się 17 września 1958 roku. W ciągu trzech dni, 14, 15 i 17 listopada 1958 roku, samolot z załogą Władimira Kokkinaki pobił kilka rekordów świata. Ładunek 10 ton wyniesiono na wysokość 13 153 m, 5 ton na wysokość 12 471 m i trzeci rekord, 5 ton wyniesione na wysokość 13 274 m. Dostawy Ił-18A, z nową jednostką napędową, rozpoczęto 1 sierpnia 1958 roku.
W roku 1960 samoloty trafiły do PLL LOT, natomiast ich duża seria została zakupiona w 1961 roku. W latach 90. używała ich w wersji cargo polsko-japońska linia lotnicza „Polnippon”.
Samolot miał wiele zalet, takie jak dużą (jak na ówczesne czasy) pojemność, stosunkowo duży (jak na owe czasy) zasięg, niezawodność, duży udźwig (dzięki zastosowaniu 4 silników turbośmigłowych o dużej mocy i dużych śmigieł), przestronną kabinę pasażerską o szerokości 3,2 m. (wygodne, szerokie przejście, dosyć szerokie fotele w układzie 3+2). Miał też pewne wady, m.in. znaczną hałaśliwość (szczególnie wewnątrz) i wibracje (są one charakterystyczne dla większości samolotów turbośmigłowych).

## Obecni użytkownicy

### Cywilni
Stan na 10 kwietnia 2015 roku:
- Korea Północna
  - Air Koryo (1)
- Rosja
  - NPP MIR (1)

### Wojskowi
Stan na 10 kwietnia 2015 roku:
- Rosja
  - Siły Powietrzne Federacji Rosyjskiej

## Wersje
Samolot produkowano w wielu wersjach cywilnych i wojskowych.
- Ił-18 – oznaczenie prototypu.
- Ił-18A – oryginalna wersja produkcyjna napędzana silnikami Kuzniecow NK-4 lub Iwczenko AI-20. Zbudowano około 20 sztuk.
- Ił-18B – pierwsza masowo produkowana wersja. Średniodystansowy samolot z 84 miejscami.
- Ił-18 Combi – samolot w konfiguracji pasażersko-towarowej.
- Ił-18D – wersja zbliżona do Iła-18l, ale z dodatkowym zbiornikiem paliwa umieszczonym pośrodku kadłuba.
- Ił-18D Pomor – pojedynczy egzemplarz przekształcony w samolot rozpoznawczy do użytku w rybołówstwie.
- Ił-18D Salon – wersja przystosowana do przewozu VIPów.
- Ił-18E – wersja zbliżona do Iła-18l, ale z większą pojemnością zbiorników paliwa.
- Ił-18E Salon – wersja przystosowana do przewozu VIPów.
- Ił-18Gr – wersja cargo.
- Ił-18l – wersja wyposażona w 4 silniki Iwczenko AI-20M oraz pojemnością zwiększoną do 122 pasażerów.
- Ił-18LL – Ił-18A przystosowany do testów systemów przeciwoblodzeniowych.
- Ił-18RT – samolot retranslacyjny służący do odbierania danych telemetrycznych pochodzących od pojazdów kosmicznych. Do wersji RT przebudowano dwa egzemplarze samolotu Ił-18W.
- Il-18RTL – prototyp wersji 20RT.
- Il-18V – standardowa wersja wykorzystywana przez Aerofłot.
- Ił-20 – wojskowy samolot rozpoznawczy wybudowany na bazie konstrukcji Ił-18D.
- Ił-22/Ił-22M – wojskowy powietrzny punt dowodzenia na bazie Ił-18, produkowany od 1974, zbudowano lub przebudowano ok. 30[6]
- Ił-24N – samolot rozpoznania lodowego służący do wytyczania szlaków dla statków przemierzających wody Arktyki. Litera N pochodzi od nazwy stacji radiolokacyjnej Nit-S1. Budowę samolotów zlecono w 1979 roku. Zbudowano dwa egzemplarze.
- Ił-38 – morski samolot patrolowy dalekiego rozpoznania.

## Galeria

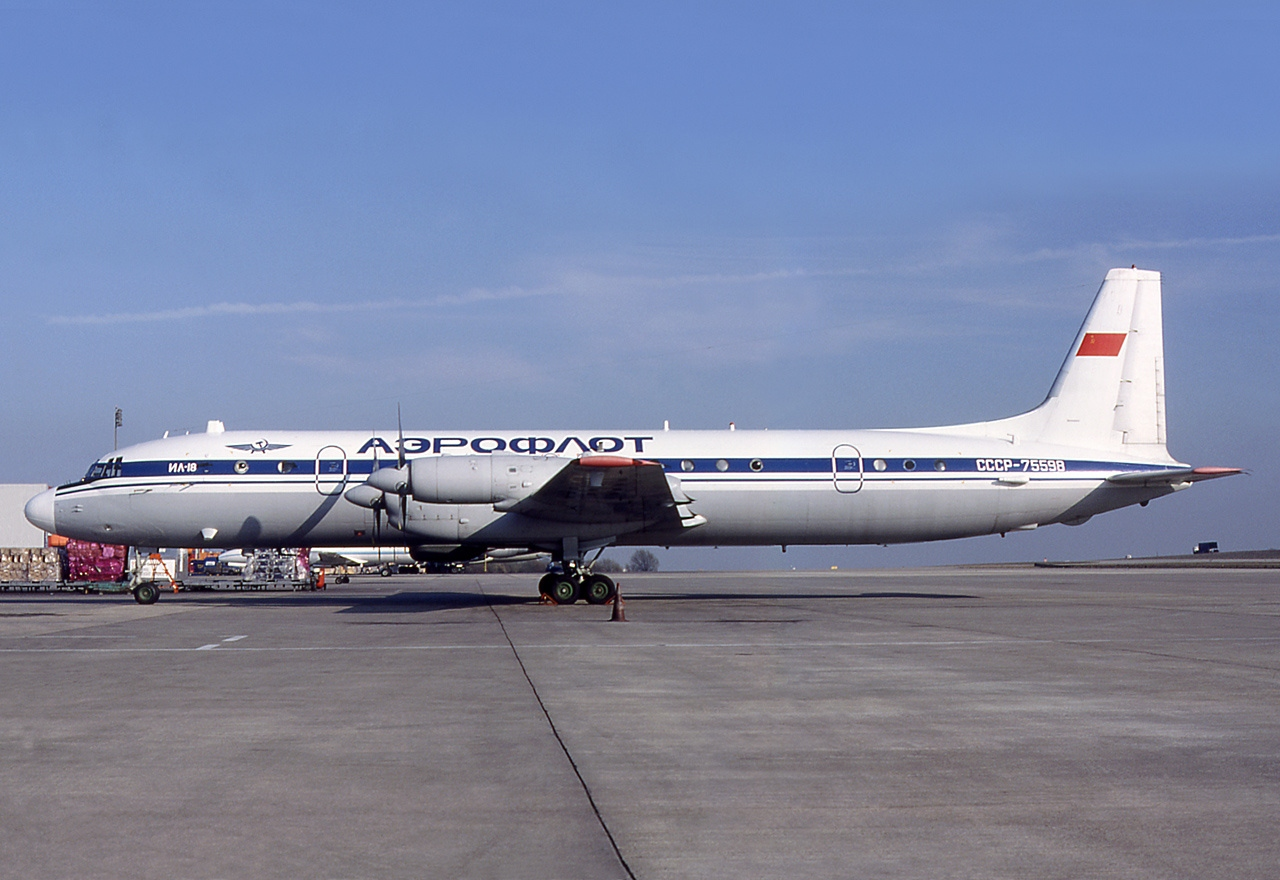
Ił-18 linii Aerofłot
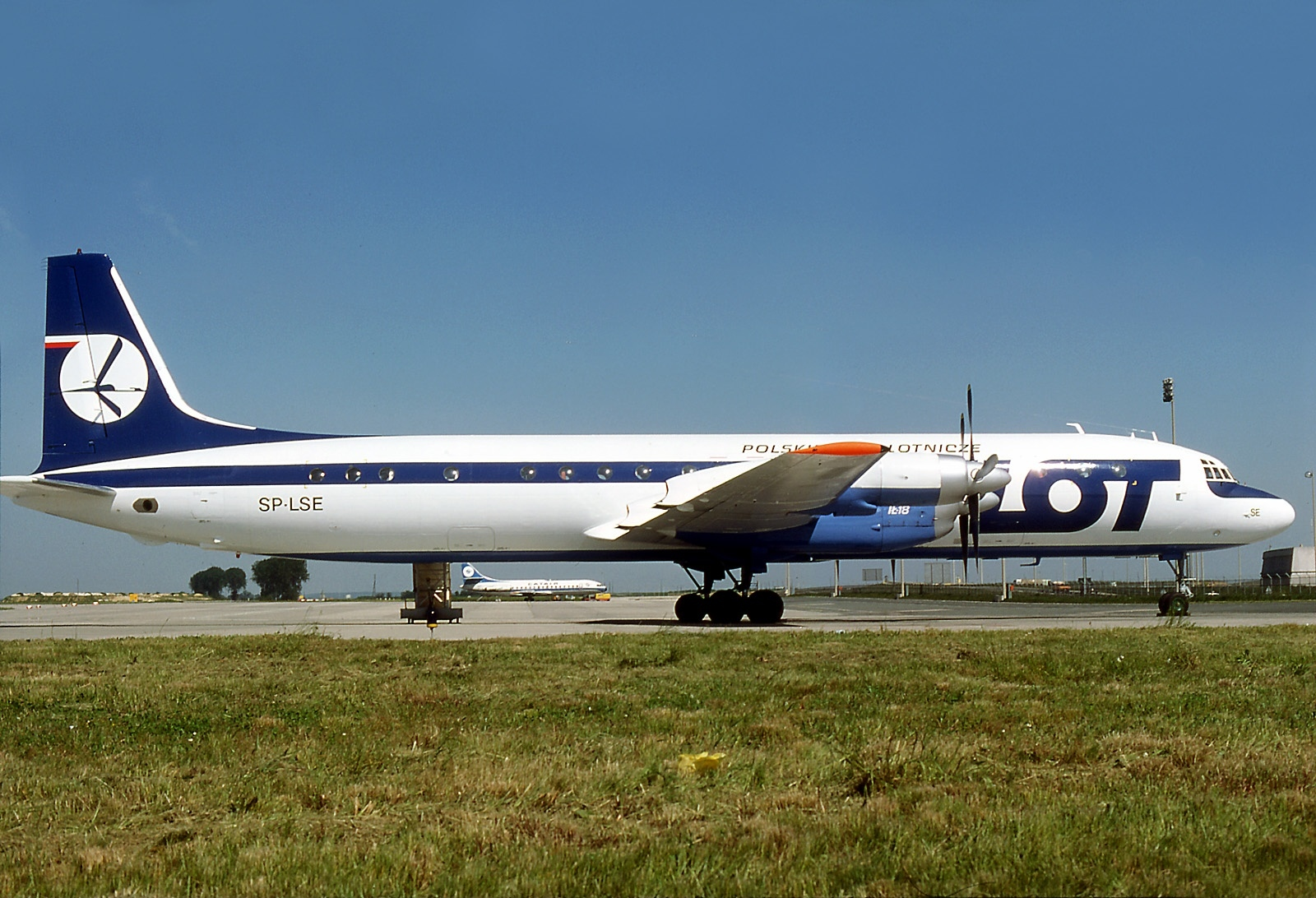
Ił-18V Polskich Linii Lotniczych LOT
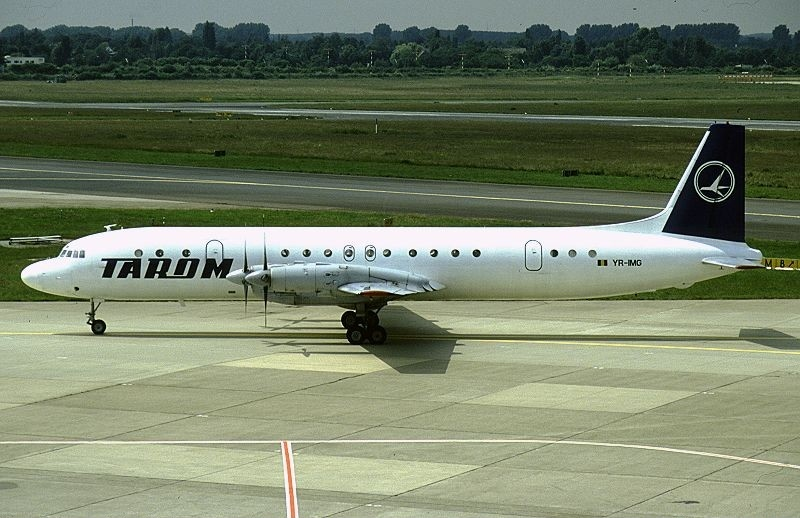
Ił-18V linii TAROM
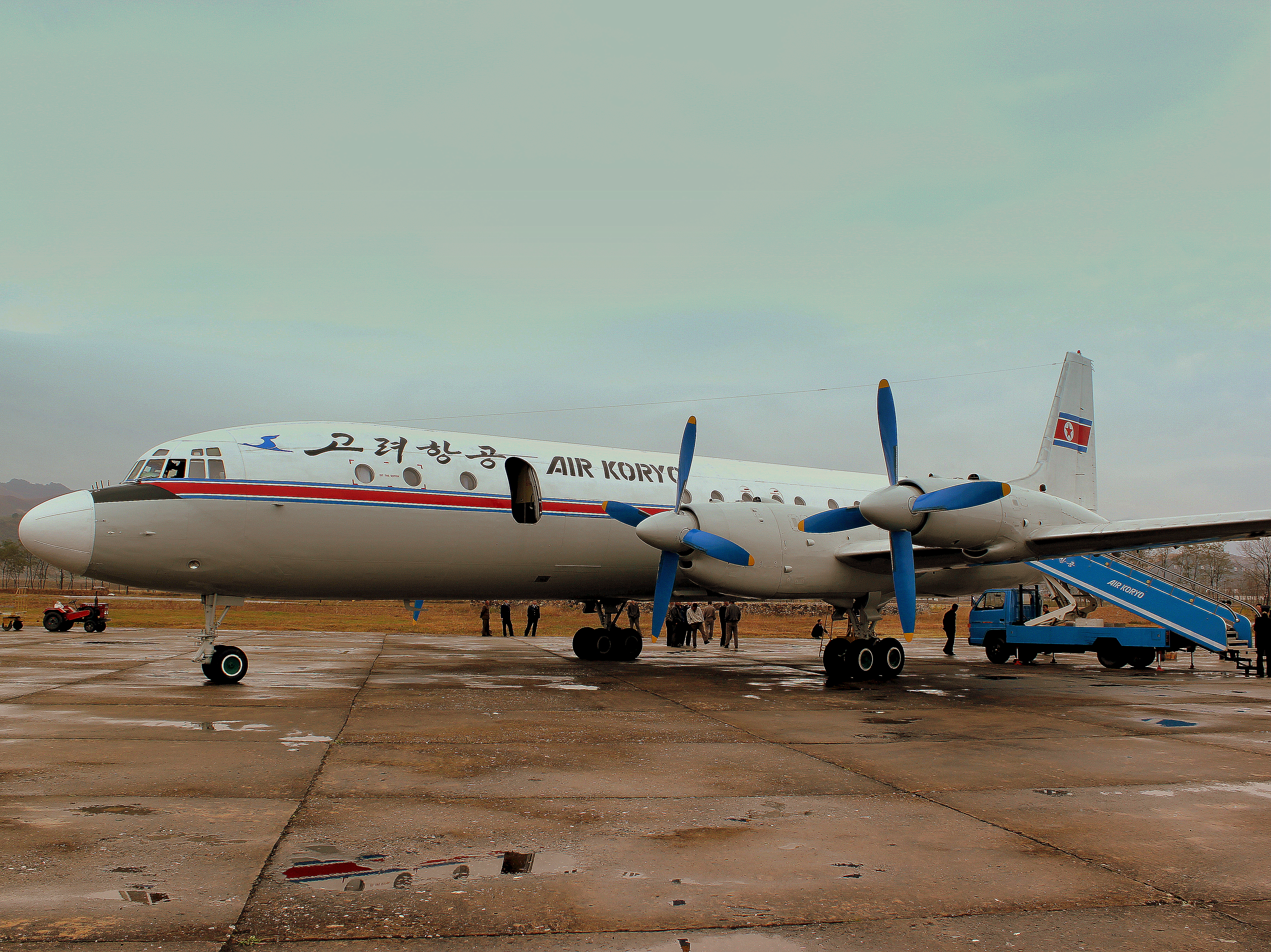
Ił-18 linii Air Koryo
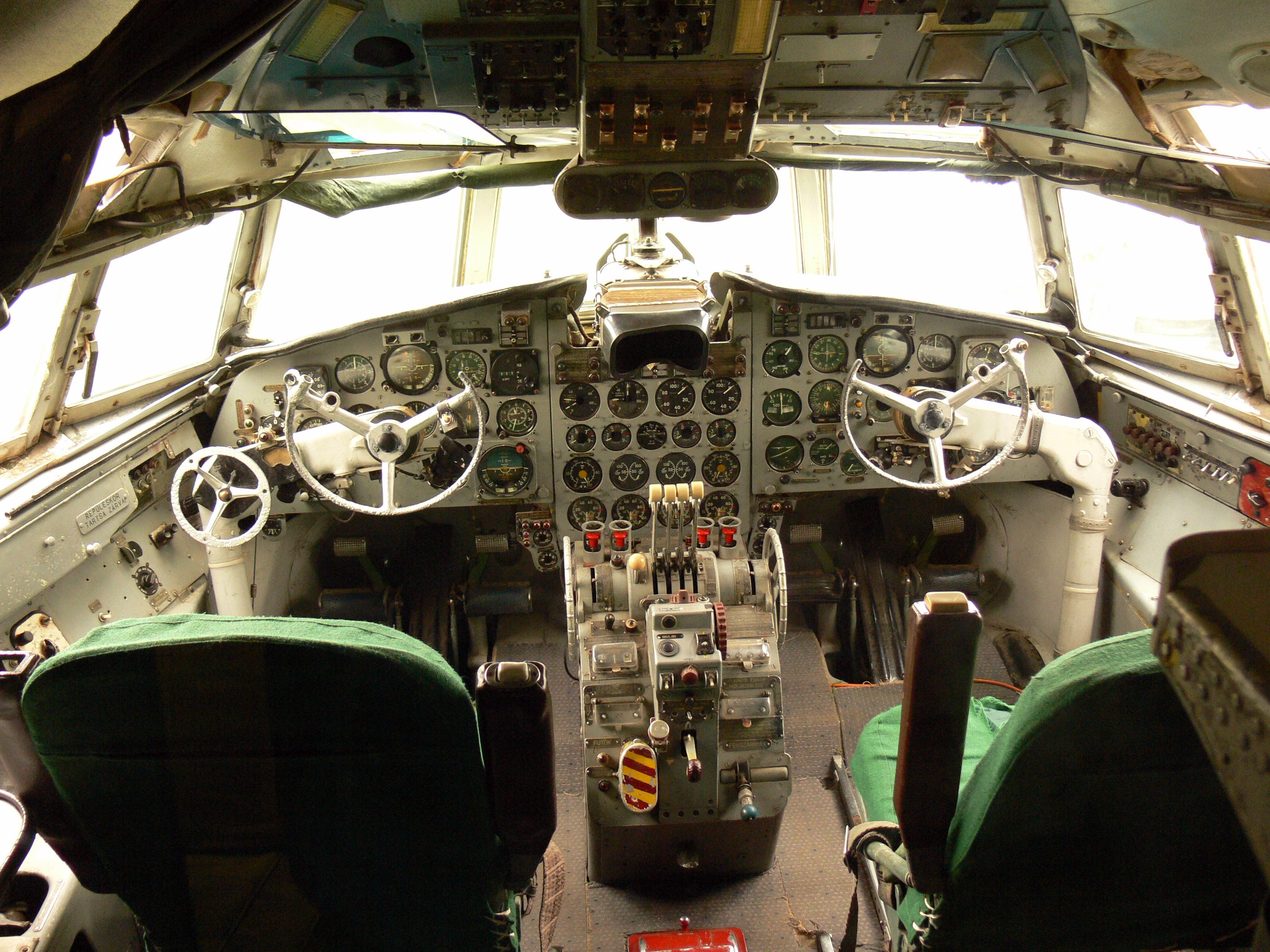
Kokpit samolotu Ił-18